# یوریا هاگا
یوریا هاگا (انگلیسی: Yuria Haga؛ زاده ۲۷ نوامبر ۱۹۸۷) یک مانکن  اهل ژاپن است.